# منطق الترتيب الصفري
منطق الترتيب الصفري (بالإنجليزية: Zeroth-order logic)‏ هو منطق من الدرجة الأولى بدون متغيرات أو محددات كمية. يستخدم بعض المؤلفين عبارة منطق الترتيب الصفري باعتباره مرادفاً لحساب التفاضل والتكامل الافتراضيين، ولكن التعريف البديل يوسع منطق الافتراض عن طريق إضافة الثوابت والعمليات والعلاقات على القيم غير المنطقية. كل لغة ذات ترتيب صفري بهذا المعنى الأوسع تكون كاملة [الإنجليزية] ومضغوطة.